# Angelo Esposito (hockey sur glace)
Pour les articles homonymes, voir Esposito et Angelo Esposito.
Angelo Esposito (né le 20 février 1989 à Montréal ville de la province de Québec au Canada) est un joueur professionnel de hockey sur glace et homme politique canadien.

## Biographie

### Hockey
En 2004-2005, Esposito joue au niveau américain collégial – équivalent niveau canadien Midget AAA – avec les Shattuck de St-Marys au Minnesota. Il obtient 31 buts et 35 passes pour un total de 66 points en 68 matches.
Il est sélectionné comme choix de première ronde par les Remparts de Québec lors du repêchage amateur 2005 de la Ligue de hockey junior majeur du Québec, onzième choix au total. Ayant au départ refusé de jouer dans la LHJMQ, il est ignoré par les premières équipes qui effectuent les sélections. Après quelques semaines de négociations, Esposito décide finalement de jouer la saison complète avec les Remparts de Québec. Il finit au dix-huitième rang des compteurs de la LHJMQ avec une production de 98 points – 39 buts et 59 aides – et au deuxième rang des joueurs recrues derrière Claude Giroux des Olympiques de Gatineau. Ses totaux de point et de passes décisives sont les meilleurs pour un joueur recrue des Remparts. Il remporte le trophée Michel-Bergeron remis à la recrue offensive de l'année dans la LHJMQ et est nommé centre sur la première équipe d'étoiles des recrues de la ligue. Avec 106 points, son équipe termine en tête de sa division mais perd en finale des séries contre la meilleure équipe de la saison régulière, pour un point, les Wildcats de Moncton. Ces derniers étant d'ores et déjà qualifiés pour la Coupe Memorial 2006 en tant qu'hôtes, les Remparts et Esposito sont invités au tournoi de la Ligue canadienne de hockey. Premiers du tour de poules, les Remparts accèdent directement à la finale de la Coupe contre Moncton, finale qu'ils remportent 6-2 avec un but d'Esposito ; il obtient un but et quatre passes en quatre parties.
En décembre 2006, il est nommé capitaine de l'équipe nationale du Québec au Défi Mondial de hockey des moins de 17 ans (U-17) à Régina, Saskatchewan. L'équipe remporte la médaille d'or en battant les États-Unis 5-2 en finale. Il obtint 3 buts et 1 passe pour un total de 4 points en 6 parties.
En septembre 2006, il entame sa deuxième saison sous l'uniforme des Remparts de Québec dans la LHJMQ et porte toujours le numéro 7 des « Diables Rouges ». Il remporte à la fin de la saison le trophée Michael-Bossy en tant que meilleur espoir de la LHJMQ.
Lors du repêchage d'entrée dans la Ligue nationale de hockey, Angelo Esposito est repêché en vingtième position par les Penguins de Pittsburgh et même si Esposito joue certains matchs de préparation 2007-2008 des Penguins, le 23 septembre il est annoncé qu'il jouera une saison de plus dans la LHJMQ avec les Remparts de Québec. Il participe avec l'équipe LHJMQ au Défi ADT Canada-Russie en 2006, 2007 et 2008.
Le 26 février 2008, les Penguins l'échangent avec Erik Christensen, Colby Armstrong et leur choix de première ronde au repêchage de 2008 aux Thrashers d'Atlanta en retour de Pascal Dupuis et Marián Hossa. Il ne joue pas de matchs cette saison-là avec les Thrashers mais participe à une rencontre dans la Ligue américaine de hockey avec les Wolves de Chicago, équipe affiliée à Atlanta. Le 7 juin 2008, les Remparts de Québec échangent Esposito au Club de hockey junior de Montréal pour Jean-Simon Allard et les choix de Montréal pour les première, troisième et cinquième ronde du repêchage.
Le 9 juillet 2011, il est échangé par les Jets de Winnipeg aux Panthers de la Floride contre l'attaquant Kenndal McArdle.
Le 13 janvier 2011, il est échangé par les Panthers aux Stars de Dallas contre l'ailier Ondrej Roman.

### Politique
Le 10 avril 2019, le Parti conservateur du Canada annonce que leur candidat aux prochaines élections fédérales dans la circonscription fédérale d'Alfred-Pellan, sera Angelo Esposito. Il termine au troisième rang avec 10,9 % des voix.

## Statistiques

### En club
| Saison    | Équipe                 | Ligue          |    | Saison régulière | Saison régulière | Saison régulière | Saison régulière | Saison régulière |   | Séries éliminatoires | Séries éliminatoires | Séries éliminatoires | Séries éliminatoires | Séries éliminatoires |
| Saison    | Équipe                 | Ligue          | PJ | B                | A                | Pts              | Pun              | PJ               | B | A                    | Pts                  | Pun                  |                      |                      |
| 2004-2005 | St-Marys               | High S.        | 68 | 31               | 35               | 66               | 47               | -                | - | -                    | -                    | -                    |                      |                      |
| 2005-2006 | Remparts de Québec     | LHJMQ          | 57 | 39               | 59               | 98               | 45               | 23               | 6 | 5                    | 11                   | 4                    |                      |                      |
| 2006      | Remparts de Québec     | Coupe Memorial | 4  | 1                | 4                | 5                | 6                | -                | - | -                    | -                    | -                    |                      |                      |
| 2006      | Québec                 | U17            | 6  | 3                | 1                | 4                |                  | -                | - | -                    | -                    | -                    |                      |                      |
| 2006-2007 | Remparts de Québec     | LHJMQ          | 60 | 27               | 52               | 79               | 63               | 5                | 4 | 3                    | 7                    | 2                    |                      |                      |
| 2007-2008 | Remparts de Québec     | LHJMQ          | 56 | 30               | 39               | 69               | 69               | 11               | 4 | 6                    | 10                   | 6                    |                      |                      |
| 2007-2008 | Wolves de Chicago      | LAH            | 1  | 0                | 0                | 0                | 0                | -                | - | -                    | -                    | -                    |                      |                      |
| 2008-2009 | Junior de Montréal     | LHJMQ          | 35 | 24               | 18               | 42               | 25               | -                | - | -                    | -                    | -                    |                      |                      |
| 2009-2010 | Wolves de Chicago      | LAH            | 12 | 0                | 4                | 4                | 2                | -                | - | -                    | -                    | -                    |                      |                      |
| 2010-2011 | Wolves de Chicago      | LAH            | 57 | 3                | 10               | 13               | 34               | -                | - | -                    | -                    | -                    |                      |                      |
| 2011-2012 | Rampage de San Antonio | LAH            | 16 | 2                | 3                | 5                | 8                | -                | - | -                    | -                    | -                    |                      |                      |
| 2011-2012 | Stars du Texas         | LAH            | 38 | 5                | 11               | 16               | 19               | -                | - | -                    | -                    | -                    |                      |                      |
| 2011-2012 | Cyclones de Cincinnati | ECHL           | 3  | 0                | 1                | 1                | 0                | -                | - | -                    | -                    | -                    |                      |                      |
| 2012-2013 | Pelicans Lahti         | SM-liiga       | 29 | 3                | 4                | 7                | 10               | -                | - | -                    | -                    | -                    |                      |                      |
| 2012-2013 | Hockey Milano Rossoblu | Serie A        | 5  | 1                | 3                | 4                | 2                | -                | - | -                    | -                    | -                    |                      |                      |
| 2013-2014 | HC Bolzano             | EBEL           | 35 | 1                | 7                | 8                | 14               | 13               | 0 | 0                    | 0                    | 0                    |                      |                      |
| 2014-2015 | Komets de Fort Wayne   | ECHL           | 1  | 0                | 0                | 0                | 2                | -                | - | -                    | -                    | -                    |                      |                      |
| 2015-2016 | SG Cortina             | Serie A        | 31 | 15               | 23               | 38               | 26               | 4                | 0 | 1                    | 1                    | 4                    |                      |                      |
| 2016-2017 | HC České Budějovice    | 1. Liga        | 9  | 1                | 0                | 1                | 8                | -                | - | -                    | -                    | -                    |                      |                      |

### En équipe nationale
| Année | Équipe | Événement                       |   | PJ | B | A | Pts | Pun           |  | Résultat |
| 2007  | Canada | Championnat du monde junior -18 | 6 | 3  | 3 | 6 | 0   | 4e position   |  |          |
| 2009  | Canada | Championnat du monde junior     | 6 | 3  | 1 | 4 | 4   | Médaille d'or |  |          |

## Trophées et honneurs personnels

### Ligue de hockey junior majeur du Québec
- 2005-2006
  - remporte le trophée Trophée Michel-Bergeron
  - nommé dans l'équipe d'étoiles des recrues
  - remporte la Coupe Memorial
- 2006-2007 : remporte le trophée Michael-Bossy

### Ligue nationale de hockey
- 2007 : repêché par les Penguins de Pittsburgh en 1re ronde, à la 20e position